# 慈湖站
慈湖站是位于安徽省马鞍山市花山区慈湖路的一个铁路车站，邮政编码243051。车站建于1935年，有宁铜铁路经过该站，现仅办理专用线货运货运业务，不办理客运业务。车站设有1条正线、2条到发线，并设有通往中橡（马鞍山）化学工业有限公司、圣戈班管道、及诚兴金属材料的专用线。车站距离中华门站81公里，隶属中国铁路上海局集团有限公司，是四等站。
宁芜铁路扩能改造工程计划在本站外侧新建外绕正线，本站改为位于马鞍山站出岔支线上，并纳入马鞍山站管理。